# أكتينجي كيونيميايفا
أكتينجي كونيمجايفا (مواليد 19 سبتمبر 1999) لاعبة مصارعة حرة أوزبكية حازت على الميدالية البرونزية ثلاث مرات في بطولة آسيا للمصارعة. كما حصلت على الميدالية الفضية في دورة ألعاب التضامن الإسلامي 2021 التي أقيمت في قونية، تركيا، وحاصلة على الميدالية البرونزية في دورة الألعاب الآسيوية 2022 التي أقيمت في هانغتشو، الصين. مثلت كونيمجايفا أوزبكستان في دورة الألعاب الأولمبية الصيفية 2024 في باريس، فرنسا.